# Afranthidium rubellum
Afranthidium rubellum là một loài Hymenoptera trong họ Megachilidae. Loài này được Brauns mô tả khoa học năm 1905.